# Radu Ilie da Valáquia
Radu VIII Elias, cognominado O Cobarde (em romeno:  Haidăul) (Antes de 2 de Janeiro de 1529 - Istambul, 28 de Julho de 1558), foi Príncipe da Valáquia de 15 de Novembro de 1552 a 11 de Maio de 1553.

## Biografia
Radu Elias era filho de Radu V de la Afumați e de Ruxandra da Valáquia, filha de Neagoe Bassarabe.
Elias é levado para o trono da Valáquia pela Casa de Habsburgo com o nome de Radu, com um exército de mercenários húngaros e polacos e os boiardos refugiados na Transilvânia e opõe-se a Mircea o Pastor.
Após um combate em Mănești, a 16 de Novembro de 1552, Radu saiu vitorioso, e Mircea procurou refúgio com a família em Giurgiu. O Império Otomano reconheceu Radu Elias como Príncipe.  Radu Elias mudou a capital para Târgoviște, mais distante do Danúbio.
A 11 de Maio de 1553, Mircea regressa ao trono com o apoio de Alexandre Lăpușneanu (Alexandre IV) Príncipe da Moldávia. Radu refugiou-se na Transilvânia.
Em Agosto do mesmo ano, ele tenta lutar novamente, mas falha, devido à falta de apoio das potências estrangeiras. Além disso, Mircea fechara as suas fronteiras entre os dois países, prejudicando os interesses dos comerciantes em Braşov. 
A pedido do Sultão, Radu vai para Istambul. Condenado ao exílio, morre a bordo de um navio, no Mar de Mármara a 28 de Julho de 1558.